# Dinastia Habsburg-Iturbide

Escut d'armes de la dinastia de Habsburg-Iturbide

La dinastia Habsburg-Iturbide o Casa d'Habsburg-Iturbide fou la segona dinastia imperial després de la Dinastia Iturbide, l'antiga dinastia imperial de Mèxic. La dinastia de Iturbide va ser fundada per Agustí I de Mèxic, l'emperador constitucional de Mèxic en 1821. Però després del seu exili de Mèxic i el decés del Primer Imperi Mexicà, Mèxic es va instaurar com una república. No obstant això, en la monarquia de Mèxic va ser reestablecida en 1864 durant el Segon Imperi Mexicà, sota l'emperador Maximilià I de Mèxic amb la dinastia dels Habsburg. Maximilià I va adoptar formalment als dos nebots legítims del primer emperador Agustí I de Mèxic, sorgint la dinastia amb el nom d'Habsburg-Iturbide. El 1859 Maximilià va ser contactat per primera ocasió pels conservadors mexicans, els quals buscaven un príncep europeu per a ocupar la corona del Segon Imperi Mexicà que estaven planejant amb el suport de França i de l'Església catòlica. Maximilià va arribar a la Ciutat de Mèxic entre el goig i l'alegria dels estaments conservadors, i va escollir el Castell de Chapultepec com a residència i va manar traçar un camí que li connectés al centre de la ciutat que va anomenar Avinguda de l'Emperadriu, l'actual Passeig de la Reforma.
Descendència de l'Emperador Maximilià I amb María Carlota Amalia.
- Agustín de Iturbide y Green (Adoptat per Maximilià I)
- Salvador Agustín de Iturbide y Marzán (Adoptat per Maximilià I)